# Бекарды
Бекарды (лат. Pachyramphus) — род воробьиных птиц семейства Tityridae.

## Виды
В состав рода включают 18 видов:
- Pachyramphus polychopterus — Зябликовй бекард
- Большой бекард Pachyramphus aglaiae (Lafresnaye, 1839)
- Сорочий бекард Pachyramphus albogriseus P.L.Sclater, 1857
- Каштановый бекард Pachyramphus castaneus (Jardine et Selby, 1827)
- Коричневый бекард Pachyramphus cinnamomeus Lawrence, 1861
- Pachyramphus homochrous P.L.Sclater, 1859
- Мексиканский бекард Pachyramphus major (Cabanis, 1847)
- Черношапочный бекард Pachyramphus marginatus (Lichtenstein, 1823)
- Красногорлый бекард Pachyramphus minor (Lesson, 1830)
- Ямайский бекард Pachyramphus niger (Gmelin, 1788)
- Зябликовый бекард Pachyramphus polychopterus (Vieillot, 1818)
- Серый бекард Pachyramphus rufus (Boddaert, 1783)
- Pachyramphus salvini Richmond, 1899
- Шиферный бекард Pachyramphus spodiurus P.L.Sclater, 1860
- Суринамский бекард Pachyramphus surinamus (Linnaeus, 1766)
- Хохлатый бекард Pachyramphus validus (Lichtenstein, 1823)
- Полосатый бекард Pachyramphus versicolor (Hartlaub, 1843)
- Зеленоспинный бекард Pachyramphus viridis (Vieillot, 1816)